# Enaeta reevei
Enaeta reevei är en snäckart som först beskrevs av Dall 1907.  Enaeta reevei ingår i släktet Enaeta och familjen Volutidae. Inga underarter finns listade i Catalogue of Life.